# Pivovar Holba

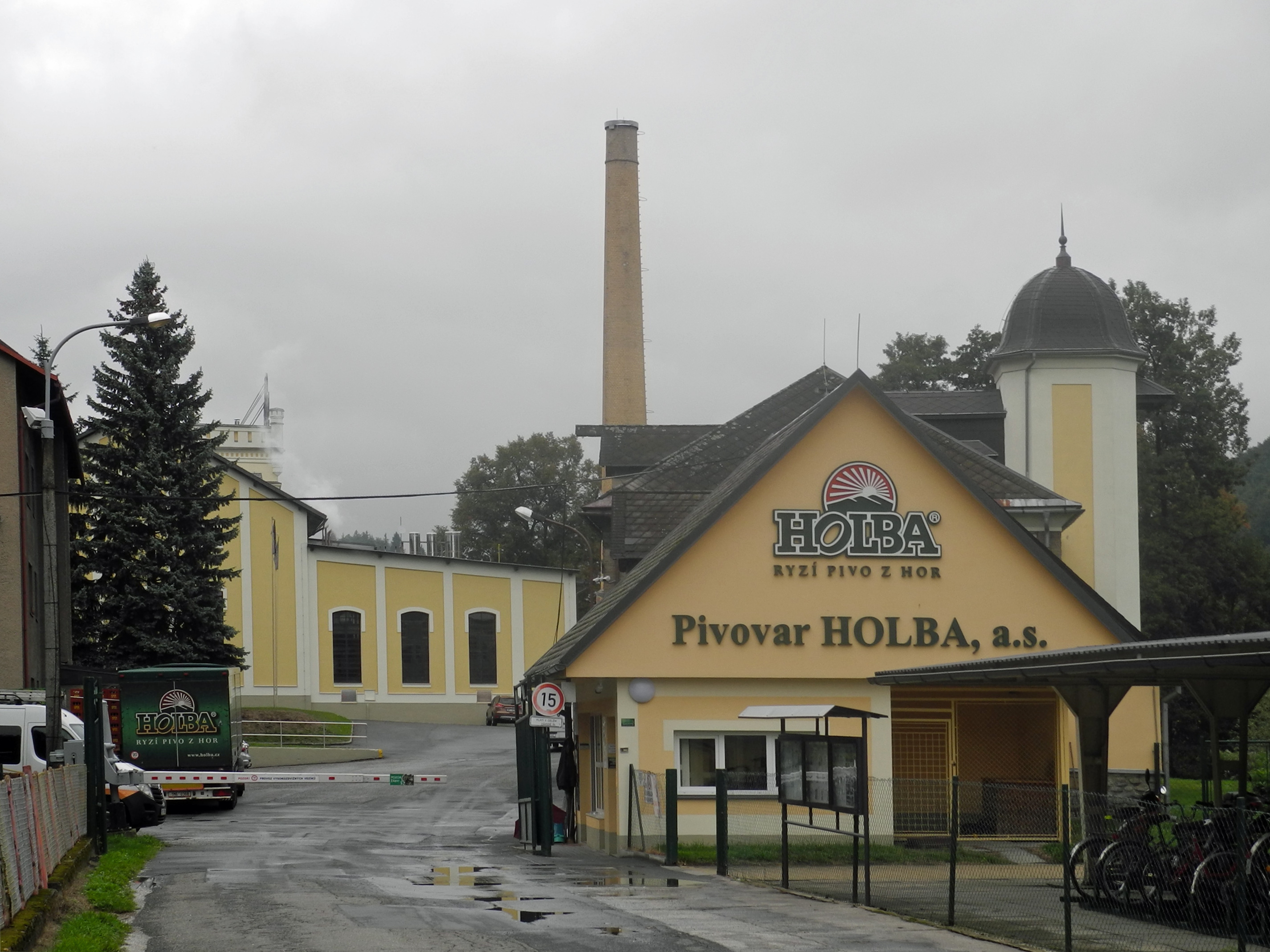
Pivovar Holba

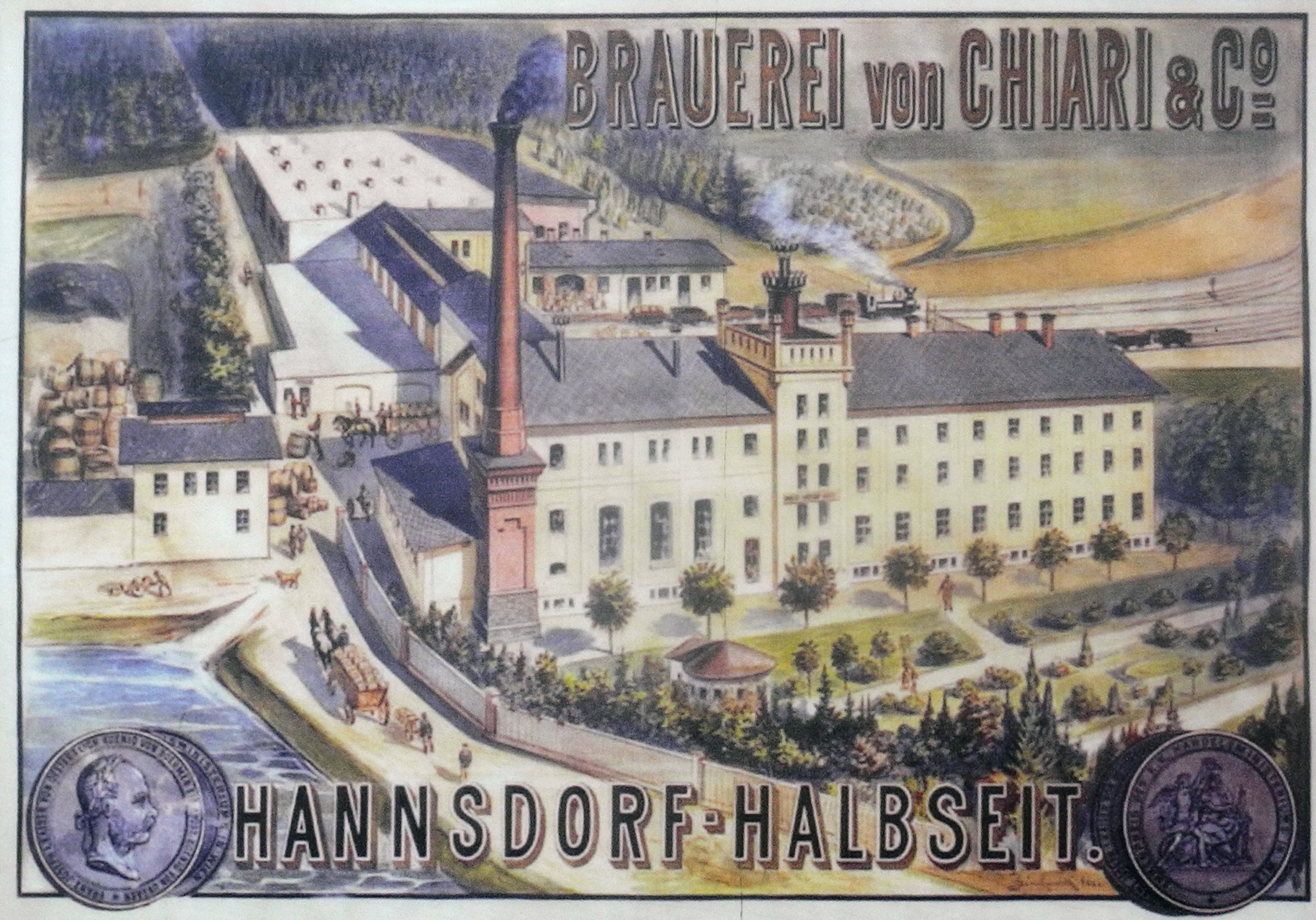
Stará reklama

Pivovar Holba v Hanušovicích je v majetku Pivovary CZ Group, a.s., sdružující tři moravské pivovary: Hanušovice, Litovel a Přerov.

## Historie
V roce 1874 založil v Hanušovicích sládek Josef Mullschitzký moderní parní pivovar. Společnost, která jej provozovala dostala název „Brauerei von Mullschitzký & Comp. zu Hannsdorf – Halbseit“. 28. prosince 1874 byla slavnostně uvařena první várka piva. V prvním roce měl pivovar výstav celkem 15 900 hl piva. V roce 1882 změnil pivovar obchodní název na „Brauerei von Chiari & Co. zu Hannsdorf – Halbseit“. Od roku 1886 byl výstav již 23 006 hl piva. V roce 1907 došlo ke sloučení pivovarů Hanušovice, Šumperk a Třemešek do jednoho hospodářského subjektu. Nová společnost nesla název „Nordmährische Brauerei und Malzfabrik, Aktiengesellschaft in Mährisch Schönberg“. V letech 1910–1911 dosáhla tato společnost ročního výstavu 110 580 hl.
Za první světové války se prováděly jen nejnutnější udržovací práce a roční výstav klesl na pouhých 22 157 hl. Od roku 1918 se společnost přejmenovala na „Severomoravský pivovar a sladovna, akciová společnost v Šumperku“. Ve třicátých letech se hanušovický pivovar stal svým ročním výstavem 108 775 hl třetím největším pivovarem na Moravě. Těsně před okupací českých zemí nacistickými vojsky dosahoval pivovar v Hanušovicích ročního výstavu až 170 064 hl.
Po znárodnění v roce 1948 nesl hanušovický pivovar název „Pivovar Hanušovice n. p.“. Později došlo ke sloučení moravských pivovarů a též hanušovický pivovar se stal součástí národního podniku „Severomoravské pivovary Přerov“. V současné době obliba piva opět roste a roční výstav se pohybuje okolo 350 tisíc hl ročně.

## Produkce

### Současná produkce
- Holba Classic – světlé výčepní pivo s obsahem alkoholu 4,2 %
- Holba Šerák – světlé výčepní pivo s obsahem alkoholu 4,7 %, vlajkový produkt pivovaru
- Holba Šerák polotmavý – polotmavé výčepní pivo s obsahem alkoholu 4,7 %
- Holba Premium – světlý ležák s obsahem alkoholu 5,2 %
- Holba Free – nealkoholické pivo
- Holba Horské byliny – míchaný nápoj s pivem a obsahem alkoholu 2,5%, obsahuje mátu, heřmánek, řebříček, šalvěj, tomku vonnou a mateřídoušku
- Holba Brusinka s mátou – míchaný nápoj s pivem a obsahem alkoholu 2,2%
- Holba Kvasničák – světlá nefiltrovaná jedenáctka s obsahem alkoholu 4,7 %
- Holba Šerák 13,51% – speciální světlé pivo, prodávané na Vánoce a Velikonoce, se stupňovitostí 13,51 (podle nadmořské výšky hory Šerák) a obsahem alkoholu 6,2 %
- Holba Horská 10  - Světlé výčepní pivo s obsahem alkoholu 4,2%. Je vyráběno z nejlepších surovin a nejkvalitnější vody získávané z podzemních krasových útvarů (“tisíciletá voda”) a chmele z Tršicka